# Saison 2014-2015 de l'AC Milan
Maillots
Chronologie
Saison précédente Saison suivante
La saison 2014-2015 de l'AC Milan est la 81e saison du club en première division italienne.

Après ses mauvaises prestations lors de la dernière édition, la direction milanaise a nommé Filippo Inzaghi en tant qu'entraîneur.

## Avant-saison
Le club milanais a commencé sa préparation d'avant-saison avec deux matches contre deux équipes de division trois italienne conclus par deux victoires milanaise. Le club s'est ensuite envolé aux États-Unis pour jouer l'International Champions Cup : un tournoi de pré-saison qui engage cette année le Real Madrid, Manchester City, Manchester United, Liverpool, l'Inter Milan, l'AC Milan, l'AS Roma et l'Olympiakos. Le club y a perdu tous ses matches et finit logiquement dernier de son groupe avec 0 points. Après ce tournoi, le club a battu  Chivas (3-0) et a perdu face à Valence (2-1) avant de se lancer dans un nouveau tournoi de pré-saison : le trophée TIM, un tournoi d'une journée avec deux matches de 45 minutes, contre la Juventus et Sassuolo. Le Milan remporte ses deux matches (1-0 ; 2-0) et termine ainsi premier du groupe.

## Compétitions

### Championnat
| Rang | Équipe             | Pts | J  | G  | N  | P  | Bp | Bc | Diff |
| ---- | ------------------ | --- | -- | -- | -- | -- | -- | -- | ---- |
| 1    | Juventus FC T C    | 87  | 38 | 26 | 9  | 3  | 72 | 24 | +48  |
| 2    | AS Roma            | 70  | 38 | 19 | 13 | 6  | 54 | 31 | +23  |
| 3    | Lazio Rome         | 69  | 38 | 21 | 6  | 11 | 71 | 38 | +33  |
| 4    | AC Fiorentina      | 64  | 38 | 18 | 10 | 10 | 61 | 46 | +15  |
| 5    | SSC Naples S       | 63  | 38 | 18 | 9  | 11 | 70 | 54 | +16  |
| 6    | Genoa CFC          | 59  | 38 | 16 | 11 | 11 | 62 | 47 | +15  |
| 7    | Sampdoria de Gênes | 56  | 38 | 13 | 17 | 8  | 48 | 42 | +6   |
| 8    | Inter Milan        | 55  | 38 | 14 | 13 | 11 | 59 | 48 | +11  |
| 9    | Torino FC          | 54  | 38 | 14 | 12 | 12 | 48 | 45 | +3   |
| 10   | AC Milan           | 52  | 38 | 13 | 13 | 12 | 56 | 50 | +6   |
| 11   | US Palerme P       | 49  | 38 | 12 | 13 | 13 | 53 | 55 | -2   |
| 12   | US Sassuolo        | 49  | 38 | 12 | 13 | 13 | 49 | 57 | -8   |
| 13   | Hellas Vérone      | 46  | 38 | 11 | 13 | 14 | 49 | 65 | -16  |
| 14   | Chievo Vérone      | 43  | 38 | 10 | 13 | 15 | 28 | 41 | -13  |
| 15   | Empoli FC P        | 42  | 38 | 8  | 18 | 12 | 46 | 52 | -6   |
| 16   | Udinese Calcio     | 41  | 38 | 10 | 11 | 17 | 43 | 56 | -13  |
| 17   | Atalanta Bergame   | 37  | 38 | 7  | 16 | 15 | 38 | 57 | -19  |
| 18   | Cagliari Calcio    | 34  | 38 | 8  | 10 | 20 | 48 | 68 | -20  |
| 19   | AC Cesena P        | 24  | 38 | 4  | 12 | 22 | 36 | 73 | -37  |
| 20   | Parme FC.          | 19  | 38 | 6  | 8  | 24 | 33 | 75 | -42  |

Qualifications européennes
Ligue des champions 2015-2016
- 1er et 2e : phase de groupes
- 3e : tour de barrages pour non-champions

Ligue Europa 2015-2016
- 4e et 5e : phase de groupes
- 7e : 3e tour de qualification

Relégation
- 18e 19e et 20e : relégation en Serie B

Abréviations
- T : Tenant du titre
- C : Vainqueur de la Coppa Italia 2014-2015
- S : Vainqueur de la Supercoupe d'Italie 2014
- P : Promus de Serie B 2013-2014

## Statistiques

### Statistiques collectives
| Compétition    | Débute au tour      | Termine | MJ | V | N | D | BP | BC | D  |
| -------------- | ------------------- | ------- | -- | - | - | - | -- | -- | -- |
| Serie A        | -                   | -       | 18 | 6 | 8 | 5 | 27 | 22 | +5 |
| Coupe d'Italie | Huitièmes de finale | -       | 1  | 1 | 0 | 0 | 2  | 1  | +1 |
| Total          | -                   | -       | 19 | 7 | 8 | 5 | 29 | 23 | +6 |

## Tableaux des transferts

### Transferts d'été
| Nom                     | Nationalité | Poste     | Transfert                         | Provenance/Destination | Division        |
| ----------------------- | ----------- | --------- | --------------------------------- | ---------------------- | --------------- |
| Arrivées                |             |           |                                   |                        |                 |
| Diego López             | Espagne     | Gardien   | Transfert                         | Real Madrid            | Liga BBVA       |
| Adil Rami               | France      | Défenseur | Transfert (4,25 millions d'euros) | Valence CF             | Liga BBVA       |
| Michelangelo Albertazzi | Italie      | Défenseur | Transfert (500 000 euros)         | Hellas Vérone          | Serie A         |
| Giacomo Bonaventura     | Italie      | Milieu    | Transfert (7 millions d'euros)    | Atalanta               | Serie A         |
| Pablo Armero            | Colombie    | Défenseur | Prêt                              | SSC Naples             | Serie A         |
| Marco van Ginkel        | Pays-Bas    | Milieu    | Prêt                              | Chelsea                | Premier League  |
| Fernando Torres         | Espagne     | Attaquant | Prêt                              | Chelsea                | Premier League  |
| Michael Agazzi          | Italie      | Gardien   | Fin de contrat                    | Cagliari Calcio        | Serie A         |
| Alex                    | Brésil      | Défenseur | Fin de contrat                    | Paris SG               | Ligue 1         |
| Jérémy Ménez            | France      | Attaquant | Fin de contrat                    | Paris SG               | Ligue 1         |
| Hachim Mastour          | Italie      | Milieu    | Premier contrat professionnel     | AC Milan Primavera     |                 |
| Départs                 |             |           |                                   |                        |                 |
| Kevin Constant          | Guinée      | Défenseur | Transfert (2,5 millions d'euros)  | Trabzonspor            | Süper Lig       |
| Bryan Cristante         | Italie      | Milieu    | Transfert (6 millions d'euros)    | SL Benfica             | Liga ZON Sagres |
| Mario Balotelli         | Italie      | Attaquant | Transfert (20 millions d'euros)   | Liverpool FC           | Premier League  |
| Valter Birsa            | Slovénie    | Milieu    | Prêt                              | Chiévo Vérone          | Serie A         |
| Robinho                 | Brésil      | Attaquant | Prêt                              | Santos FC              | Brasileirão     |
| Adel Taarabt            | Maroc       | Milieu    | Retour de prêt                    | Queens Park Rangers    | Premier League  |
| Marco Amelia            | Italie      | Gardien   | Fin de contrat                    |                        |                 |
| Urby Emanuelson         | Pays-Bas    | Défenseur | Fin de contrat                    | AS Rome                | Serie A         |
| Kaká                    | Brésil      | Milieu    | Fin de contrat                    | Orlando City           | MLS             |
| Bakaye Traoré           | Mali        | Milieu    | Fin de contrat                    | Bursaspor              | Süper Lig       |

### Transferts d'hiver
| Nom               | Nationalité | Poste     | Transfert | Provenance/Destination | Division       |
| ----------------- | ----------- | --------- | --------- | ---------------------- | -------------- |
| Arrivées          |             |           |           |                        |                |
| Suso              | Espagne     | Milieu    | Transfert | Liverpool FC           | Premier League |
| Fernando Torres   | Espagne     | Attaquant | Transfert | Chelsea                | Premier League |
| Alessio Cerci     | Italie      | Attaquant | Prêt      | Atlético Madrid        | Liga BBVA      |
| Mattia Destro     | Italie      | Attaquant | Transfert | AS Roma                | Serie A        |
| Départs           |             |           |           |                        |                |
| Riccardo Saponara | Italie      | Milieu    | Prêt      | Empoli FC              | Serie A        |
| Antonio Nocerino  | Italie      | Milieu    | Prêt      | Parme FC               | Serie A        |
| Fernando Torres   | Espagne     | Attaquant | Prêt      | Atlético Madrid        | Liga BBVA      |